# 오가와 게이지로
오가와 게이지로(일본어: 小川 慶治朗, 1992년 7월 14일 ~ )는 일본의 축구 선수이다. 그는 과거 K리그1의 FC 서울에서 활약한 경력이 있다.

## 클럽 경력

### FC 서울
2022년 7월 13일, FC 서울로 임대이적하였다. 하지만 시즌을 마치고 팀을 떠나게 되었다.

## 국가대표팀 경력
그는 2009년 FIFA U-17 월드컵에 참가할 일본 U-17 국가대표팀에 발탁되었으며, 2경기에 출전했다.